# Delaware Bay
De Delaware Bay, gesitueerd aan de noordoostkust van de Verenigde Staten, is de belangrijke estuariummonding van de  Delaware-rivier, waar het zoete rivierwater zich over vele mijlen vermengt met de wateren van de Atlantische Oceaan. Het gebied beslaat 2.030 vierkante kilometer. 
De baai wordt begrensd door de staten New Jersey en Delaware. De beide Delaware capes, die de uiterste grens van de baai en de Atlantische Oceaan markeren, zijn Cape May en Cape Henlopen. 
De oevers van de baai bestaan grotendeels uit kwelders en slikken. Slechts kleine gemeenschappen bewonen de oever van de lagere baai. Verscheidene van de rivieren hebben een beschermde status vanwege de unieke kwelderdraslanden langs de kust van de baai. De baai fungeert als broedplaats voor veel mariene soorten, met inbegrip van degenkrabben. De baai is ook een voorname oestergrond.